# 切爾諾焦里耶湖
57°19′10″N 29°22′33″E / 57.31944°N 29.37583°E
切爾諾焦里耶湖（俄语：Чернозёрье），是俄羅斯的湖泊，位於該國西北部，由普斯科夫州負責管轄，處於新勒熱夫區，面積2.1平方公里，集水區面積18.6平方公里，平均水深2米，最大水深4.5米。